# John Kerr (fysiker)
 For alternative betydninger, se John Kerr. (Se også artikler, som begynder med John Kerr)
John Kerr (17. december 1824 – 15. august 1907) var en skotsk fysiker og pioner inden for elektrooptik. Han er bedst kendt for opdagelsen af Kerr-effekten.

## Liv og arbejde
John Kerr blev født 17. december 1824 i den skotske by Ardrossan Han studerede i Glasgow fra 1841 til 1846, og ved Theological College of the Free Church of Scotland i Edinburgh i 1849. Fra 1857 underviste han i matematik ved Free Church Training College i Glasgow. John Kerr døde i Glasgow i 1907.
Kerrs vigtigste eksperimentale arbejder var opdagelsen af dobbeltbrydning i faste og flydende dielektrika i et elektrostatisk felt og den såkaldte Kerr-effekt. Kerr-effekten er en ændring i et materiales brydningsindeks som følge af et påtrykt elektrisk felt, som er ligefrem proportional med kvadratet af det elektriske felt. Hvis der er lineært forhold hedder det i stedet Pockels-effekt. Kerr påviste et lignende fænomen for magnetiske felter som nu kaldes magneto-optisk Kerr-effekt.
Kerr-effekten udnyttes i en Kerr-celle som bl.a. anvendes i lukkere i højhastighedsfotografering med lukkertider ned til 100 ns. I 1928 brugte August Karolus og Otto Mittelstaedt en Kerr-celle til at modulere en lysstråle for måle dens hastighed. Tidligere målinger havde brugt mekaniske midler til modulation med frekvenser omkring 10 kHz, men Kerr-celle muliggjorde frekvenser op til 10 MHz og større målenøjagtighed. Kerrs originale celle var en glasblok. Moderne celler er ofte fyldt med væsker såsom nitrobenzen.
Kerr var også en tidlig fortaler for metersystemet i Storbritannien.

## Hædersbevisninger
- Æresdoktorgrad fra University of Glasgow, 1864
- Fellow of the Royal Society, 1890
- Royal Medal of the Royal Society, 1898
- Civil list pension, 1902